# 世界糧食會議
第一次的世界糧食大會是由聯合國糧食及農業組織（FAO）主持於1974年在羅馬舉行。在此次的會議上，當時的美國國務卿亨利·季辛吉表示在10年內將會沒有孩子會餓著肚子上床睡覺。

## 宣言
這一次的會議通過了世界消滅飢餓和營養不良宣言。